# Sprecodes
Sprecodes is een geslacht van kevers uit de familie somberkevers (Zopheridae).

## Soorten
Deze lijst is mogelijk niet compleet.
| - S. ater - S. insularis |